# Siluosaurus zhangqiani
Il siluosauro (Siluosaurus zhangqiani) è un dinosauro erbivoro, forse appartenente ai cerapodi. È noto solo per due denti fossili, ritrovati nella provincia del Gansu (Cina settentrionale) e risalenti al Cretaceo inferiore (Barremiano/Albiano, 115-105 milioni di anni fa).

## Classificazione
Questo dinosauro è stato descritto da Dong Zhiming nel 1997, sulla base di due denti fossili ritrovati nella zona di Mazongshan, provincia del Gansu. Sulla base della forma dei denti, sembra che uno appartenesse alla premascella, mentre l'altro fosse posizionato più indietro, nella regione delle guance della mascella. I denti hanno la caratteristica di essere minuscoli, e Dong ritenne che appartenessero al più piccolo ornitopode noto. Lo studioso riscontrò somiglianze con i denti dei membri degli ipsilofodontidi, ma dal momento che questa famiglia è attualmente considerata parafiletica, non sono chiare le reali parentele di questo animale, data anche l'estrema scarsità dei resti. Molti studiosi ritengono Siluosaurus un nomen dubium. 

## Significato del nome
Il nome generico Siluosaurus ha un connotato storico, dal momento che Silu è la parola cinese per indicare la Via della Seta, l'antica strada che attraversava la Cina e l'Asia centrale per portare la seta e altri beni verso il Medio Oriente e l'Europa. La spedizione scientifica sino-giapponese che trovò i fossili di Siluosaurus nel 1992 seguì appunto l'antica Via della Seta. Il nome specifico onora Zhang Qian, un diplomatico della dinastia Han che contribuì a stabilire buoni rapporti tra la Cina e i paesi lungo la Via della Seta.